# 謝爾登 (密蘇里州)
謝爾登（英語：Sheldon）是位於美國密蘇里州弗農縣的城市。

## 人口
根據2020年美國人口普查的數據，謝爾登的面積為1.36平方千米，皆為陸地。當地共有人口435人，而人口密度為每平方千米320人。